# Українська степова бджола

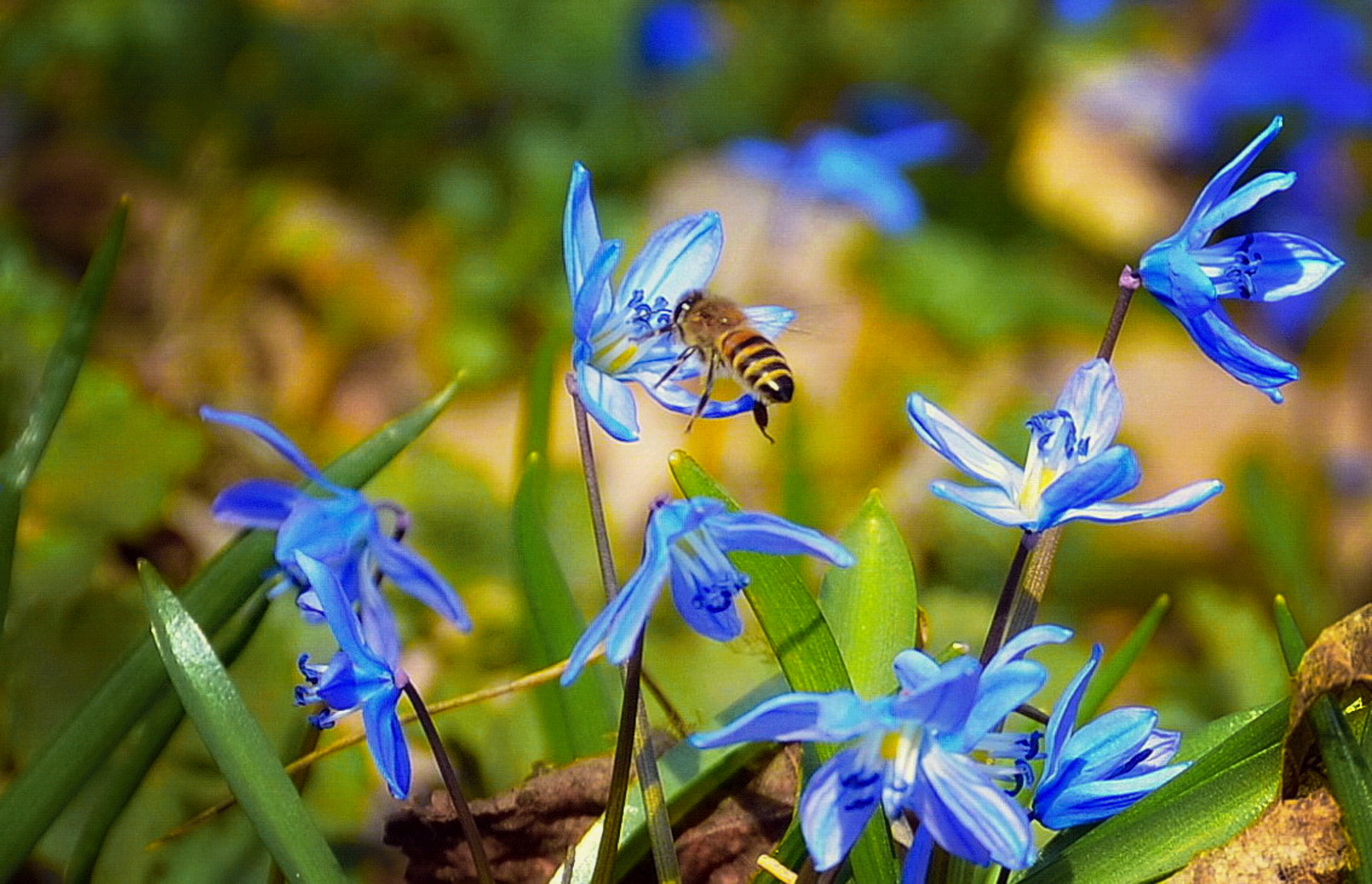
Українська степова бджола (Apis mellifera sossimai) на весняних квітах

Українська степова бджола (Apis mellifera sossimai або застаріла назва Apis mellifera acervorum Scor.) — підвид бджіл виду Бджола медоносна. Ця порода бджіл сформувалася на території степу та лісостепу України, Аборигенна порода. Застарілі назви: Херсонська, Південноруська.

## Опис
Порода сформувалася та проживає на території степової та південних районах лісостепової зони України (Вінницька, Дніпропетровська, Донецька, Запорізька, Кіровоградська, Луганська, Миколаївська, Одеська, Полтавська, Сумська, Харківська, Херсонська, Хмельницька та Черкаської області).
Однозначної думки про походження породи немає. Одні вчені вважають її південною гілкою європейської темної бджоли (довжині тіла та хоботка (6.3-6.7 мм) мають близьке значення до відповідних характеристик європейської темної бджоли). Інші пов'язують її походження з карпатською породою бджіл. Існує думка, що українська степова порода бджіл гілка карніки. Американський дослідник Michael S. Engel (1999) дав назву Українським бджолам — Apis mellifera sossimai Engel. Останні дослідження ДНК проведені в Чехії показали ідентичність ДНК української степової породи бджіл македонським бджолам. Ф.Руттнер (1988) показав, що «македонська карніка» — це зовсім окрема порода, яка чітко відрізняється від карніки, і дав їй назву Apis mellifera macedonica — ареал македонських бджіл включає: північ Греції, Болгарії, частина Румунії і більшу частину України, крім зони Карпат, де поширена карпатка. Останні дослідження генетики медоносних бджіл указують на їхню спорідненість до карпатських та сірих гірських кавказьких бджіл, але їхню відособленість від європейських темних бджіл.
Дослідник П.Снежневський ще на початку 20 століття повідомляв, що в умовах Воронезької губернії Російської імперії українські бджоли перевершували середньоруських (підвид європейської темної породи) по медопродуктивності і літали за нектаром у степ, тоді як другі — на болотисту рослинність. Тому мед у українських бджіл був світлішим і м'якшим на смак, ніж у середньоросійських.

## Характеристики

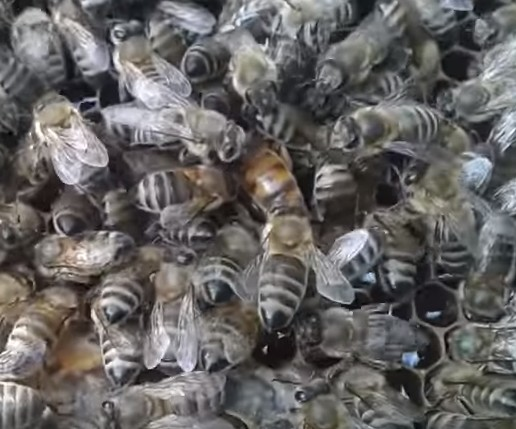
Українська степова порода бджіл. У центрі кадру помітно черевце матки.

- Довжина хоботків у робочих особин коливається від 6,3 до 6,7 мм
- Кубітальний індекс: 2,00-2,50
- Дискоїдальне зміщення позитивне у не менше ніж у 65 % бджіл
- Форма заднього краю воскового дзеркальця п'ятого стерніту — випукла у 75-90 % бджіл
- Забарвлення бджіл — ясно-сіре
- Печатка меду на свіжо відбудованих стільниках — світла («суха»)
- Вага одноденної робочої бджоли — 105 мг; неплідної матки — 180 мг; плідної — 200 мг
- Несучість матки становить 1950—2300 яєць на добу.

Сім'я української степової породи прекрасно нарощує силу до основного медозбору з білої акації, гречки, липи та інших медоносів. Гніздо компактне. При настанні взятку мед спочатку складається у верхні корпуси. Матка продовжує сіяти без обмеження і сила родини не просідає; так само як і в кінці літа при підготовці до зимівлі. Тому ця порода дуже підходить для багатокорпусного утримання.
Розвиток сімей навесні відносно повільний, тому що в холодну погоду бджоли літають погано.

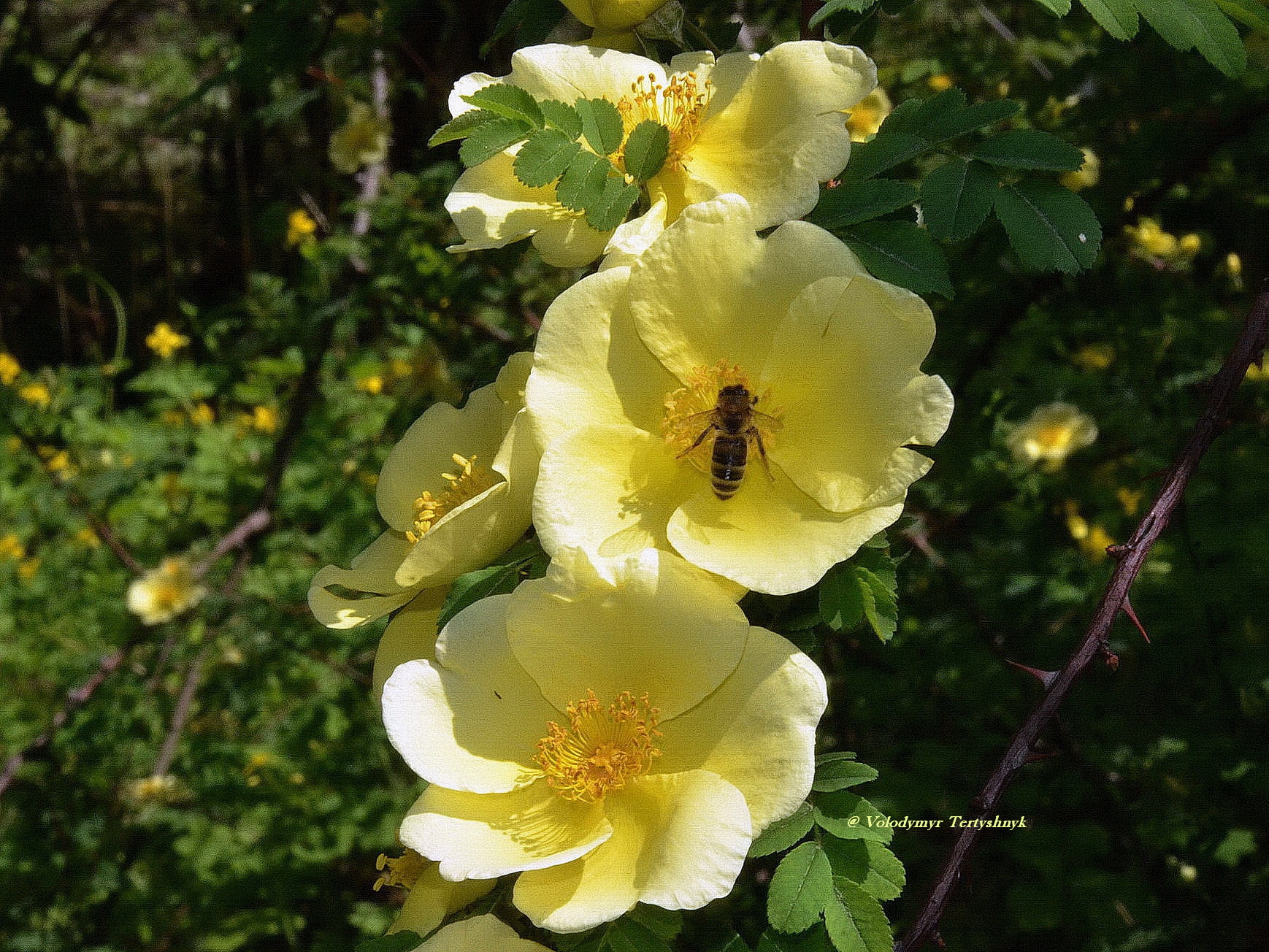
Українська степова бджола на травневих квітах

Поведінка бджіл при відкриванні гнізда помірно агресивна, при огляді гнізда спокійна, але поступається в миролюбністі сірим кавказьким. Помірно прополісують гнізда, добре використовують середній по силі медозбір, але не активні при слабкому медозборі. Мед запечатують білою (сухою) печаткою, яка має привабливий товарний вигляд стільникового меду. Погано переключаються на інше джерело взятку. Добре освоюють надставки і корпуси. Якість стільників висока (відсутні воскові перемички, які скріплюють сусідні стільники). Добре нарощують силу до основного медозбору з соняшнику, гречки та інших, що особливо добре для України, з наявними великими площами олійних, круп'яних, технічних культур і садів, які потребують запилення. За деякими даними, бджоли цієї породи здатні збирати нектар на відстані до 5 км, від пасіки.
Українські степові бджоли рійливі, але набагато менше, ніж європейські темні (або середньоросійські). Бджіл досить легко вивести із ройового стану за допомогою загальноприйнятих протиройових прийомів. Для цього іноді буває достатньо зірвати всі ройові маточники і розширити гніздо, поставивши додатковий корпус або магазинну надставку. Відрізняються від них порід й іншими проявами ройового інстинкту. Наприклад, якщо у європейських темних бджіл рій-первак виходить у день запечатування першого ройового маточника або на другий день після цього, то у бджіл української степової породи тільки на третій день.

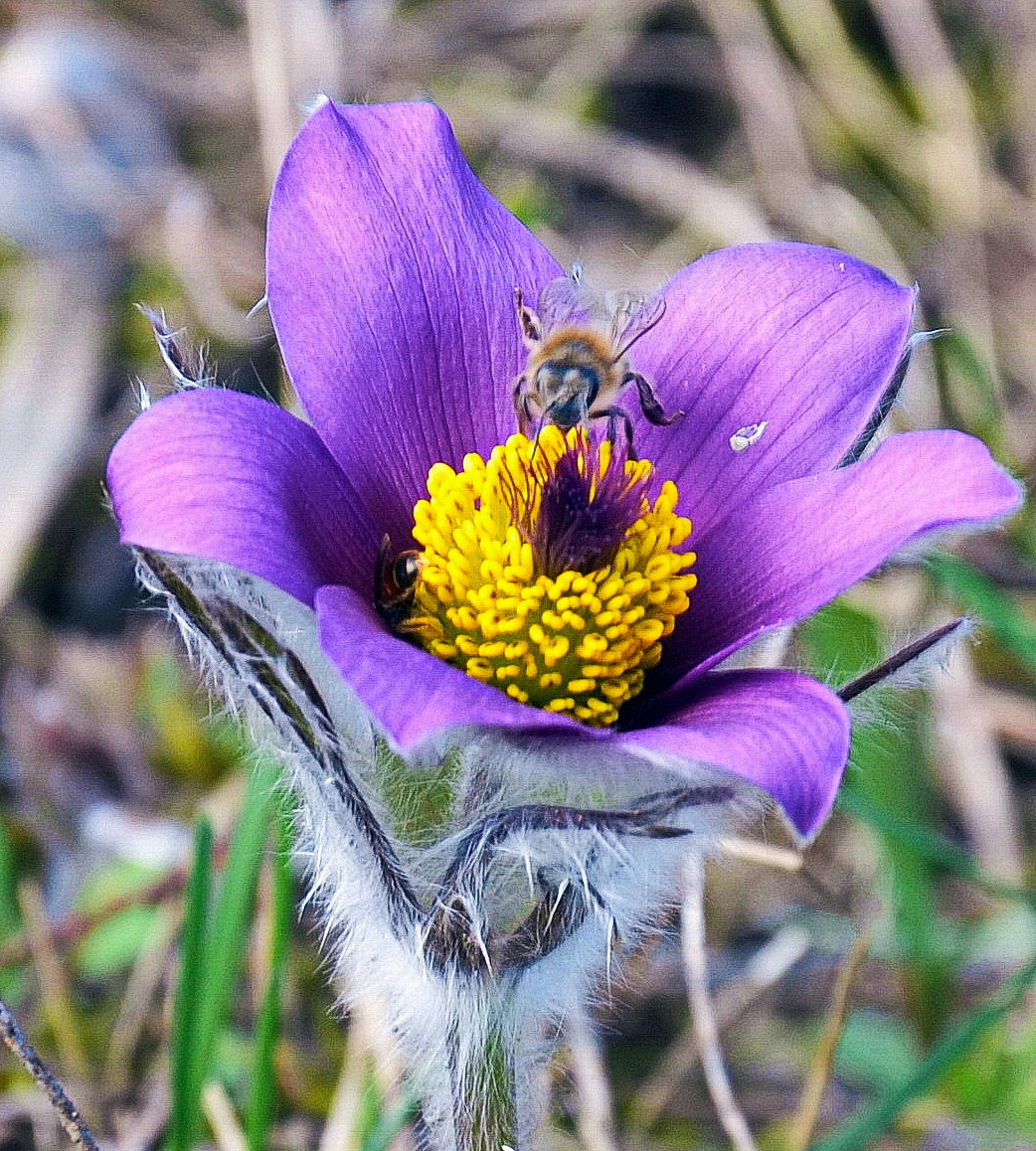
Українська степова бджола в роботі

Бджоли добре захищають своє гніздо, не схильні до крадіжок. Здатність до заготівлі пилку низька. Добре переносить транспортування, що дозволяє активно використовувати бджіл породи для кочівлі, збільшуючи медозбір.
У спекотну погоду українські степові бджоли «викучуються» під льотком вулика у вигляді «шапкою», тоді як кавказькі в подібній ситуації розосереджуються по дну і стінках усередині вулика і підсилюють вентиляцію гнізда.
Бджоли Української степової породи темного кольору, опушені з сірими кільцями, по стандарту породи з недавніх пір допускається незначний % бджіл з жовтизною першого тергіта.
Зимостійкість досить висока, майже така ж, як у європейських темних бджіл. Українські степові бджоли гірше борються з воскової міллю, в порівнянні із іншими породами. Стійкість до захворювань у чистопородних бджіл висока до нозематозу, американського і європейського гнильців. Низька витрата корму взимку.

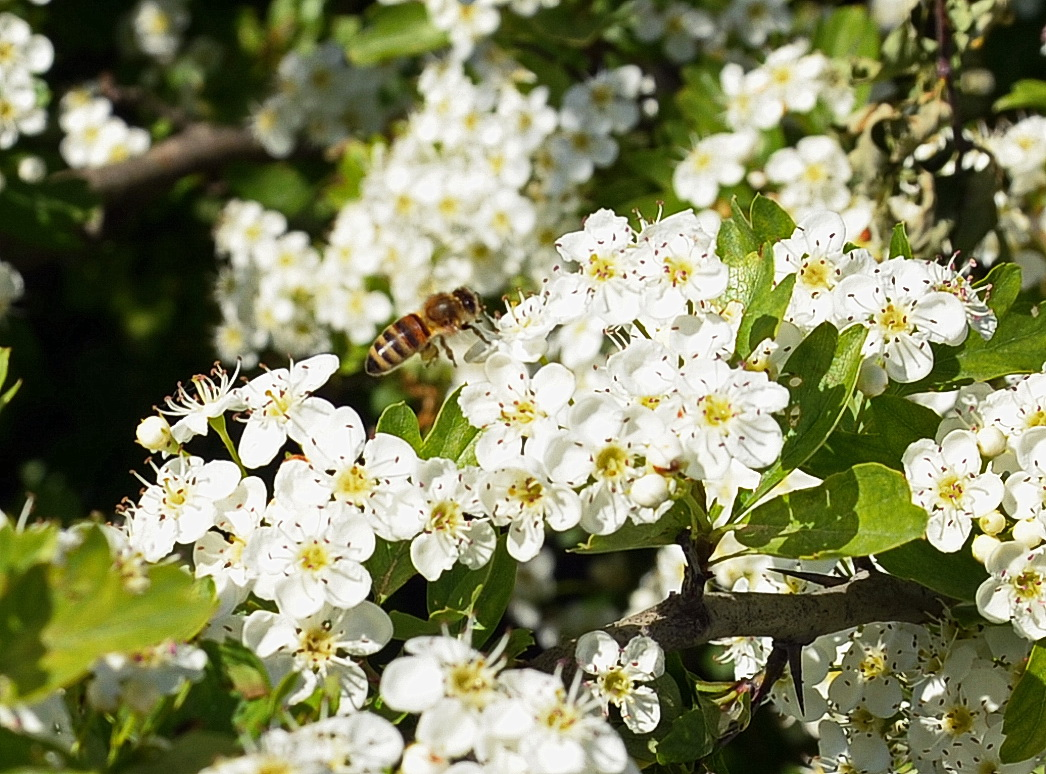
Українська степова бджола на квітах гліду

Медова продуктивність бджіл української степової породи 30 — 40 кг. Багато пасічників повідомляють про медозбір в 80 кг і навіть до 120 кг. Чистопородне розведення бджіл цієї породи ведеться в бджолорозплідниках. Дніпропетровської, Хмельницької, Вінницької, Сумської, Полтавської і Кіровоградської областей.

## В дикій природі
Аборигенна порода є природним генофондним об'єктом, але ніякого природоохоронного статусу не мають. Академічною наукою в дикій природі в Україні не вивчаються. Розглядаються лише, як сільськогосподарська тварина (комаха). Селекція проводиться для збільшення продуктивності, лише за корисними для людини ознаками, таким чином катастрофічно зменшуючи генофонд бджоли медоносної і її підвидів. Через безконтрольний завоз інших підвидів бджоли медоносної, піддається постійній гібридизації, через що ще сильніше скудніє місцевій генофонд, розбавляючись привозним генетичним матеріалом.
Стає менш стійкою до хвороб, з якими боролась сама в дикій природі, без примусового лікування. Згідно останніх досліджень професора Томаса Дайера Сіілі (Thomas D. Seeley) дикі бджолині сім'ї, проходячи жорнила природного відбору, дуже добре здатні боротись майже з будь якими відомими  хворобами, включаючи і кліща Варроа, Варроатоз (Varroa destructor).
Безконтрольний завоз інших підвидів бджоли медоносної, виявляється основною причиною розповсюдження не характерних хвороб для цієї місцевості, котрі скорочують популяцію, зменшуючи генетичне різноманіття всього підвиду. Штучне лікування хвороб проводиться не завжди екологічними засобами, що теж відємно впливає на здоров'я всієї популяції.
Потребує отримання охоронного статусу. Потребує обов'язкових охороняємих територій. В дикій природі потребує вивчення і охорони.
Наука має досить обмежену уяву: "як би жили бджоли, як би вони жили без втручання людини?"

## Цікавинки
У степах, за відсутності дерев, будують вулики на стеблинах рослин[джерело?].